# 胡行知
胡行知（？—?），字遵聞，山東莱州府潍縣人。明朝官员。

## 生平
天资聪敏，自幼无书不读，尤喜南华。万历二十五年（1597年）丁酉科第二十三名舉人，二十九年（1601年）登辛丑科进士，仕无极、永年县知县，和气化人，清风励俗，县民比为召杜，祀乡贤。